# Le Hamel (Somme)
Le Hamel és un municipi francès situat al departament del Somme i a la regió dels Alts de França. L'any 2007 tenia 521 habitants.

## Demografia

### Població

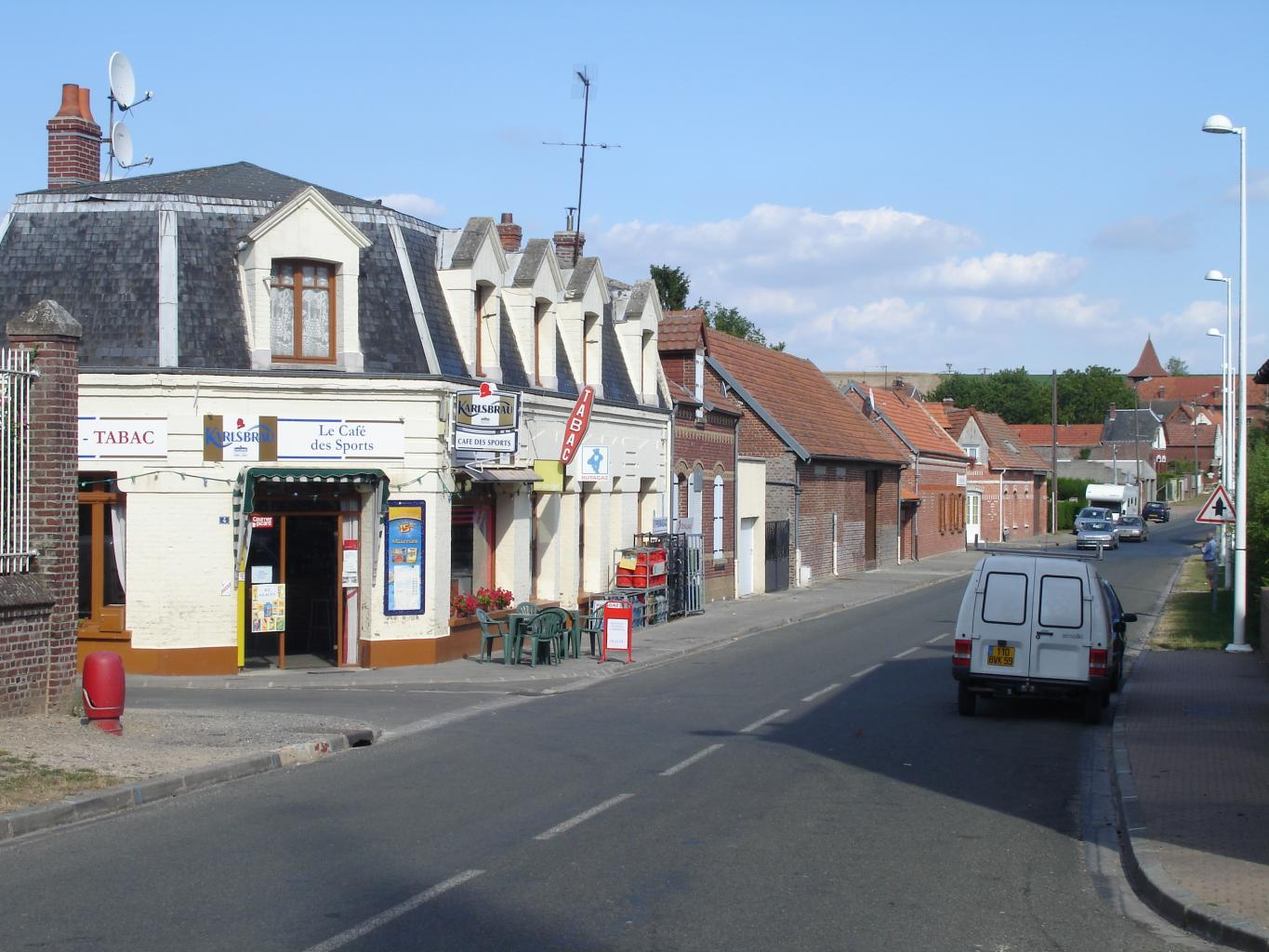

El 2007 la població de fet de Le Hamel era de 521 persones. Hi havia 180 famílies de les quals 28 eren unipersonals (12 homes vivint sols i 16 dones vivint soles), 56 parelles sense fills, 80 parelles amb fills i 16 famílies monoparentals amb fills.
La població ha evolucionat segons el següent gràfic:
Habitants censats

### Habitatges
El 2007 hi havia 197 habitatges, 185 eren l'habitatge principal de la família, 6 eren segones residències i 5 estaven desocupats. Tots els 191 habitatges eren cases. Dels 185 habitatges principals, 159 estaven ocupats pels seus propietaris, 22 estaven llogats i ocupats pels llogaters i 4 estaven cedits a títol gratuït; 3 tenien una cambra, 6 en tenien dues, 19 en tenien tres, 48 en tenien quatre i 109 en tenien cinc o més. 56 habitatges disposaven pel capbaix d'una plaça de pàrquing. A 63 habitatges hi havia un automòbil i a 101 n'hi havia dos o més.

### Piràmide de població

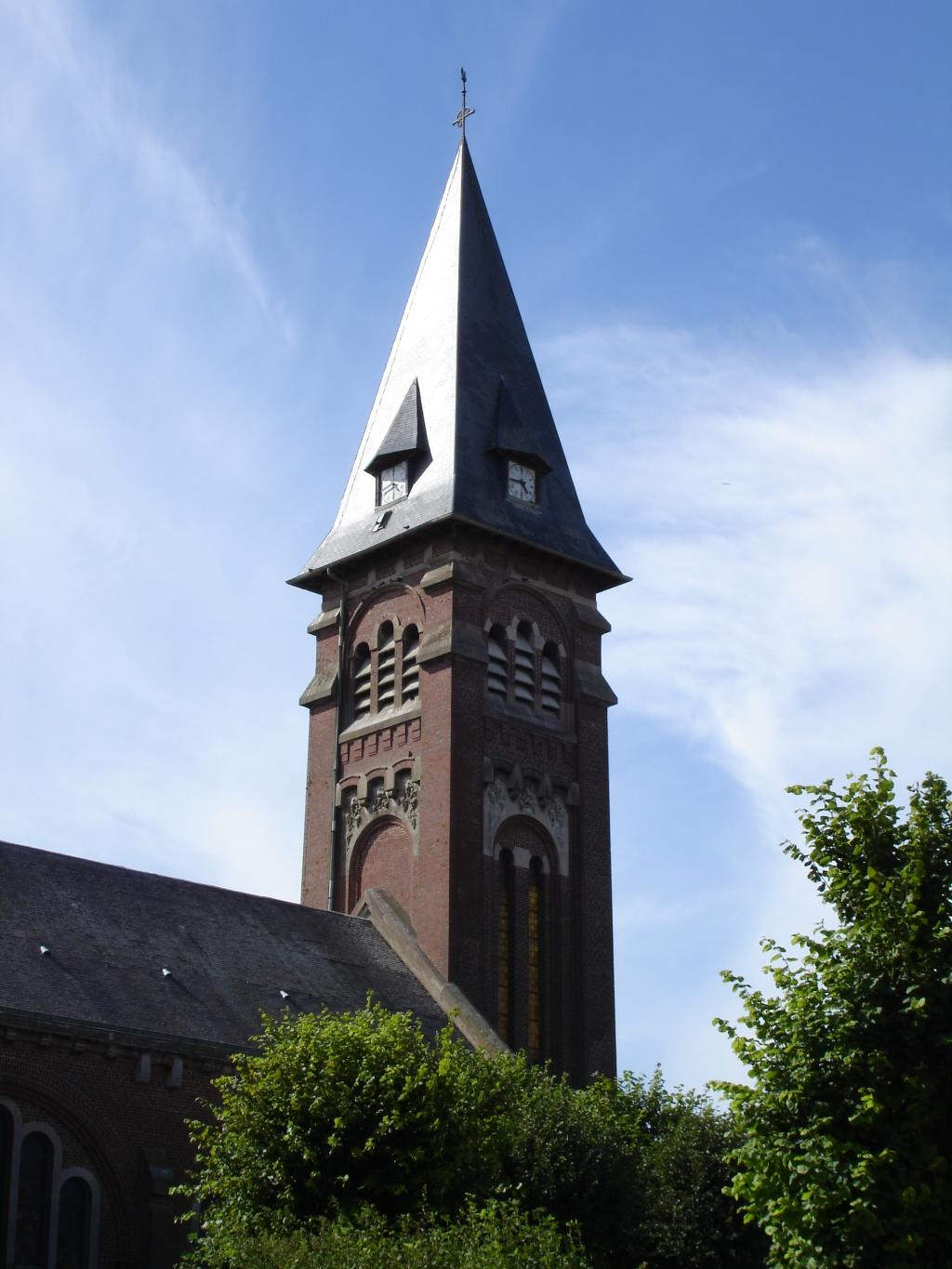
església

La piràmide de població per edats i sexe el 2009 era:
| Homes | Edats   | Dones |
| ----- | ------- | ----- |
| 0     | 95 o +  | 0     |
| 0     | 90 a 94 | 0     |
| 0     | 85 a 89 | 4     |
| 4     | 80 a 84 | 0     |
| 0     | 75 a 79 | 8     |
| 8     | 70 a 74 | 20    |
| 8     | 65 a 69 | 4     |
| 20    | 60 a 64 | 8     |
| 4     | 55 a 59 | 12    |
| 16    | 50 a 54 | 8     |
| 16    | 45 a 49 | 16    |
| 12    | 40 a 44 | 16    |
| 36    | 35 a 39 | 28    |
| 32    | 30 a 34 | 36    |
| 12    | 25 a 29 | 12    |
| 24    | 20 a 24 | 16    |
| 24    | 15 a 19 | 8     |
| 12    | 10 a 14 | 20    |
| 40    | 5 a 9   | 28    |
| 20    | 0 a 4   | 12    |

## Economia

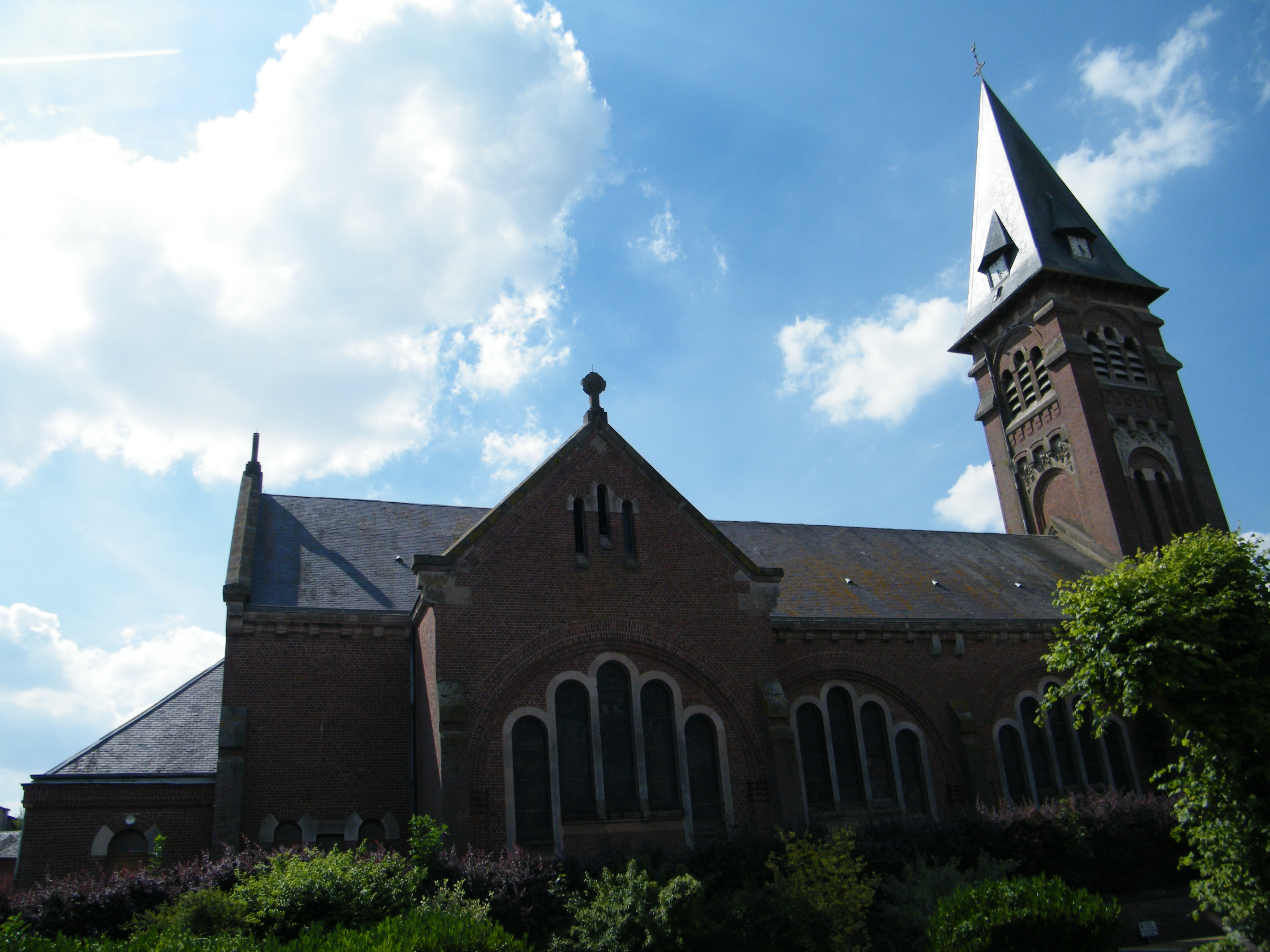
església

El 2007 la població en edat de treballar era de 356 persones, 272 eren actives i 84 eren inactives. De les 272 persones actives 249 estaven ocupades (141 homes i 108 dones) i 23 estaven aturades (11 homes i 12 dones). De les 84 persones inactives 30 estaven jubilades, 25 estaven estudiant i 29 estaven classificades com a «altres inactius».

### Ingressos

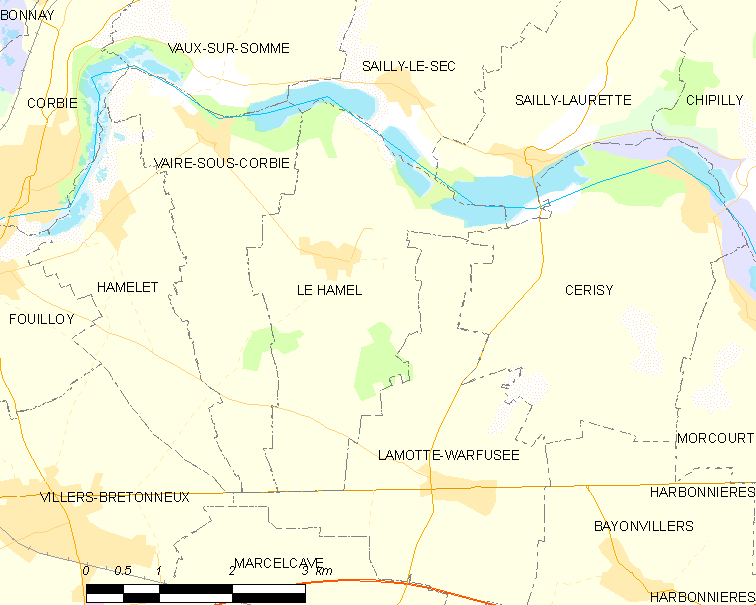
mapa municipi

El 2009 a Le Hamel hi havia 189 unitats fiscals que integraven 527,5 persones, la mediana anual d'ingressos fiscals per persona era de 17.555 €.

### Activitats econòmiques
Dels 7 establiments que hi havia el 2007, 1 era d'una empresa de construcció, 1 d'una empresa de transport, 3 d'empreses d'hostatgeria i restauració, 1 d'una empresa d'informació i comunicació i 1 d'una empresa de serveis.
L'únic servei als particulars que hi havia el 2009 era un paleta.
L'any 2000 a Le Hamel hi havia 6 explotacions agrícoles.

## Equipaments sanitaris i escolars
El 2009 hi havia una escola elemental.

## Poblacions més properes
El següent diagrama mostra les poblacions més properes.